# Ворочово
Воро́чово (укр. Ворочово) — село в Перечинской городской общине Ужгородского района Закарпатской области Украины.
Население по переписи 2001 года составляло 806 человек. Почтовый индекс — 89220. Телефонный код — 3145. Занимает площадь 28,36 км².
До 1995 года называлось Ворочево.